# 細貝圭
細貝 圭（ほそがい けい、1984年10月10日 - ）は、日本の俳優。『ココア男。』の元メンバー。東京都出身。GMBプロダクションへの所属を経て、現在はプロダクション尾木所属。

## 人物
- 趣味は野球観戦、旅行。特技は英語、バスケットボール。
- 6歳から9歳、11歳から23歳までアメリカ合衆国で過ごす。永住権を取得し、アメリカの大学を卒業。
- 自他共に認める運動音痴である。しかし、その反面で『ゴーカイジャー』で怪人態の姿が登場し素面でのアクションが減ったことには残念だったと述べている[1]。
- 雨男と様々な現場で呼ばれ、『ウルトラマントリガー』の現場では撮影が始まると雨が降り始めて撮影が中断になってしまうこともあったが、自身の撮影が終わると晴れ始めることから、ロケには向いていないという[2]。
- 『ミュージカル・テニスの王子様』で共演した久保田悠来と仲が良く、その後の共演回数も多い。
- 尊敬している人物は河合龍之介、かっこいいと思う人物は秋山真太郎である。
- スーパー戦隊シリーズ『海賊戦隊ゴーカイジャー』では初期メンバーのオーディションに参加しており、東映プロデューサーの宇都宮孝明やメイン監督の中澤祥次郎らはこの時点で細貝の演技に目を付け、悪役であるバスコ・タ・ジョロキア役での起用に至った[5]。
- 女優の佐藤仁美と、自身の35歳の誕生日であり佐藤の40歳の誕生日でもある2019年10月10日に結婚したが[6]、2023年2月23日に離婚した[7]。
- 2021年4月5日から2023年3月27日までテレビ神奈川の情報番組『猫のひたいほどワイド』の月曜MCを務めていた。

## 出演

### 舞台
- ミュージカル・テニスの王子様 - 日吉若 役
  - The Imperial Presence 氷帝 feat.比嘉（2008年7月 - 9月）
  - The Treasure Match 四天宝寺 feat.氷帝（2009年1月23日 - 25日・2月28日 - 3月1日・3月30日）
  - Dream Live 6th（2009年5月）
  - The Final Match 立海 Second feat. The Rivals（2009年12月 - 2010年3月）
  - Dream Live 7th（2010年5月7日 - 9日、20日 - 23日）
- THE BUTTERFLY EFFECT－バタフライ・エフェクト（2008年11月、2009年4月） - アラン 役
- 女信長（2009年6月5日 - 21日・26日 - 28日） - 今川義元 役
- 戦国BASARA - 真田幸村 役
  - 戦国BASARA 〜蒼紅共闘〜（2010年4月9日 - 18日）
  - 戦国BASARA3（2011年10月14日 - 16日・10月23日 - 30日）
  - 戦国BASARA2（2012年5月11日 - 15日・19日 - 20日・6月2日 - 3日）
  - 戦国BASARA3 －瀬戸内響嵐－（2012年11月2日 - 11日・16日 - 18日）
  - 戦国BASARA3 宴（2013年4月26日 - 28日・5月2日 - 4日・10日 - 19日・23日 - 26日）
  - 戦国BASARA 武将祭2013（2013年7月13日 - 14日）
- 青面獣楊志（2010年6月23日 - 27日） - 韓信 役
- タンブリング（2010年9月9日 - 14日・10月2日 - 4日） - 泉水清彦 役
  - タンブリングFINAL（2014年7月17日） - 泉水清彦 役 ※ゲスト出演
- 陰陽師〜Light and Shadow〜（2011年4月7日 - 17日） - 鳥尾 役
- ケータイ刑事 銭形結（2011年12月31日） ※ゲスト出演
- トロイラスとクレシダ（2012年8月17日 - 9月2日） - アイアス 役
- 朗読劇「しっぽのなかまたち」（2012年12月18日 - 26日）
- 遠い夏のゴッホ（2013年2月3日 - 24日・3月7日 - 10日） - セルバンテス 役
- 激動-GEKIDO-（2013年8月23日 - 9月2日） - 山家亨 役
- 飛龍伝21 〜殺戮の秋（2013年10月5日 - 20日） - 細貝 役
- 灼熱のゲリラ 5DAYS スペシャル「広島に原爆を落とす日」（2013年12月4日 - 8日） - 細貝 役
- 朗読劇「こゝろ」Orange（2013年12月18日 - 23日）
- REVELATION GARDEN - スパルタクスの反乱 - （2014年2月22日 - 3月2日） - カエサル 役
- 學蘭歌劇 『帝一の國』（2014年4月18日 - 5月6日） - 駒光彦 役
  - 【第二章】 學蘭歌劇 『帝一の國』－決戦のマイムマイム－（2015年7月12日 - 20日） - 駒光彦 役
  - 【第三章】 學蘭歌劇 『帝一の國』－血戦のラストダンス－（2016年3月17日 - 27日） - 成田瑠流可 役
  - 學蘭歌劇『帝一の國』－大海帝祭－（2017年8月11日 - 13日） - 駒光彦/成田瑠流可 役
- つかこうへいダブルス2014『新・幕末純情伝』（2014年8月29日 - 9月14日） - 土方歳三 役
- マルガリータ〜戦国の天使たち〜（2014年9月27日 - 10月5日） - 主演 千々石ミゲル 役
- スワン（2014年12月6日 - 23日） - スワン 役
- 曇天に笑う（2015年2月21日 - 3月1日） - 安倍蒼世 役
  - 曇天に笑う（再演）（2016年5月27日 - 6月5日・6月10日 - 11日） - 安倍蒼世 役
- 龍が如く（2015年4月24日 - 29日） - 田中シンジ 役
- 朗読劇 「俺とおまえの夏の陣」（2015年8月8日 - 9日） - 片倉景綱（初代・小十郎） 役
- AZUMI 幕末編（2015年9月11日 - 24日） - 三井八郎衛門 役
- 幻の城〜戦国の美しき狂気〜（2015年10月9日 - 18日） - 根津甚八 役
- 俺たち賞金稼ぎ団（2015年12月4日 - 9日） - BRAIN（ブレイン） 役
- キルミーアゲイン（2016年1月9日 - 20日・28日 - 30日） - 山根亮太 役
- 新・幕末純情伝（2016年6月 - 7月） - 土方歳三 役[8]
- アヒルと鴨のコインロッカー (2016年9月14日 - 19日)  - 謎の男 役
- パタリロ!（2016年12月12月8日 - 25日） - タマネギ部隊 役
  - パタリロ！ ★スターダスト計画★（2018年3月15日 - 25日・3月30日 - 4月1日）
- デルフィニア戦記 第一章（2017年1月20日 - 29日） - ナシアス 役
- TRICKSTER〜the STAGE〜（2017年4月12日 - 16日） - 二十面相 役
- 剣豪将軍義輝〜星を継ぎし者たちへ〜（2017年6月8日 - 18日） - 織田信長 役[9]
- History Of Pops 70's（2017年8月22日、23日）
- オーファンズ（2017年10月14日 - 15日）- トリート役
- 少年社中20周年記念第一弾 少年社中×東映 舞台プロジェクト「ピカレスク◆セブン」（2018年1月6日 - 15日・20日 - 21日・27日） - 織田ノブナガ 役
- ジョン万次郎（2018年6月14日 - 24日） - ホイットフィールド船長 役
- 新・幕末純情伝（2018年7月7日 - 7月30日） - 勝海舟 役
- 歴タメLive第3弾（2018年9月8日、9日）
- SaGa THE STAGE～七英雄の帰還～（2018年9月21日・10月2日 - 8日・17日 - 21日） - クジンシー 役
- ミュージカル「ふたり阿国」（2019年3月29日 - 4月15日）[10]
- 真・三國無双 赤壁の戦い（2019年2月7日 - 17日）- 劉備 役[11]
- COCOON 月の翳り星ひとつ（2019年5月11日 - 26日・5月30日 - 6月5日）
- 朗読公演「こんなはなし。～星新一のはなし～」（2019年8月2日 - 4日）[12]
- PSYCHO-PASS サイコパス Chapter1―犯罪係数―（2019年10月25日 - 11月10日）- 佐々山光留 役
- 巌窟王 Le theatre（2019年12月20日 - 28日）- ジェラール・ド・ヴィルフォール主席判事 役
- 飛龍伝 2020（2020年1月30日 - 2月12日・22日 - 24日）
- グッバイチャーリー（2020年3月13日 - 22日）- ジョージ 役
- Jの総て（中止）
- 銀ちゃんが逝く
- 朗読劇 equal
- イケメン王子 美女と野獣の最後の恋 THE STAGE ～Baest Leon～（2020年12月24日 - 27日） - 主演 レオン＝ドントゥール 役[13]
- 熱海殺人事件 ラストレジェンド 〜旋律のダブルスタンバイ〜（2021年1月14日 - 31日、紀伊國屋ホール、改装前最終公演） - 熊田留吉刑事 役（石田明とのダブルキャスト）[14]
- 舞台『文豪ストレイドッグス 太宰、中也、十五歳』 （2021年10月5日 - 17日） - 蘭堂 役[15]
- 修羅雪姫
  - 修羅雪姫（2021年11月19日 - 21日）[16]
  - 修羅雪姫 - 復活祭50th - 修羅雪と八人の悪党（2022年3月18日 - 27日）[17]
- 舞台「BASARA」（2022年1月13日 - 23日） - 四道 役[18]
- 蒲田行進曲完結編 銀ちゃんが逝く（2022年7月8日 - 18日） - 中村屋喜三郎 役[19]
- 信長未満 -転生光秀が倒せない-（2023年3月23日 - 26日）- ASHIKAGA弟 役
- わが一高時代の犯罪（2024年3月8日 - 31日） - 稲田勉 役[20]
- かまいたちの夜 〜THE LIVE〜（2024年6月20日 - 30日）[21]
- 音楽朗読劇「手紙」（2024年9月4日 - 8日） - 剛志 役[22]
- 舞台「のうぜい合戦」（2024年10月30日 - 11月26日）[23]
- 革命の家（2025年1月9日 - 13日）[24]
- 舞台「十二人の怒れる男たち」（2025年3月26日 - 30日）[25]
- フラガール -dance for smile-（2025年5月22日 - 6月2日） - 谷川洋二朗 役[26][27]
- つかこうへい戦後80年に問う 革命ミュージカル「新・幕末純情伝」（2025年8月8日 - 24日〈予定〉） - 勝海舟 役[28][29]
- act ACE presents #01 舞台「君に似合う花言葉」（2025年11月6日 - 10日〈予定〉）[30]

### テレビドラマ
- 水曜ミステリー9 ブランド刑事3〜偽ブランド和牛殺人事件〜（2008年7月30日、テレビ東京） - カップル 役
- 執事喫茶にお帰りなさいませ 第8話（2009年2月26日、MBS） - 草笛 役
- ヘヴンズ・ロック 〜Heaven's Rock〜（2010年7月14日 - 9月1日、関西テレビ） - ジュン 役
- 海賊戦隊ゴーカイジャー 第15話 - 第48話（2011年5月29日 - 2012年1月29日、テレビ朝日） - バスコ・タ・ジョロキア 役
- マザー・ゲーム〜彼女たちの階級〜 第7話・第8話（2015年5月26日・6月2日、TBS）
- ある日、アヒルバス 第6話（2015年8月19日、NHK BSプレミアム）
- サヨナラ、えなりくん 第7話（2017年6月13日、テレビ朝日） - 狩山典信 役
- ウルトラマントリガー NEW GENERATION TIGA（2021年7月10日 - 2022年1月22日、テレビ東京） - イグニス 役[31]
- ウルトラマン ニュージェネレーション スターズ（2024年1月27日 - 6月22日、テレビ東京） - イグニス 役
- 新宿野戦病院 第2話（2024年7月10日、フジテレビ） - ダイスケ・ダルメシアン三世 役[32]

### 配信ドラマ
- シークレットガールズ シーズン2（2012年7月23日 - 2013年4月23日、見参楽） - 桜小路麗 役
- 進撃の巨人 Attack ON TITAN 反撃の狼煙（2015年8月15日、dTV）

### 映画
- タクミくんシリーズ 虹色の硝子（2009年4月25日、ビデオプランニング） - 高林泉 役
- 僕らはあの空の下で（2009年8月22日、日本出版販売） - 沢田修 役
- 華鬼（ジョリー・ロジャー） - 高槻麗二 役
  - 華鬼 第一部 華鬼×神無編（2009年11月21日）
  - 華鬼 第二部 麗二×もえぎ編（2009年11月28日）
  - 華鬼 第三部 響×桃子編（2009年12月5日）
- Girl’s Life（2009年12月5日、GPミュージアムソフト） - 疾風 役
- メサイア（2011年10月15日、ファントム・フィルム） - 島田朝和 役
- スーパー戦隊シリーズ（東映） - バスコ・タ・ジョロキア 役
  - 海賊戦隊ゴーカイジャーVS宇宙刑事ギャバン THE MOVIE（2012年1月21日）
  - 特命戦隊ゴーバスターズVS海賊戦隊ゴーカイジャー THE MOVIE（2013年1月19日）[33]
  - 機界戦隊ゼンカイジャー THE MOVIE 赤い戦い! オール戦隊大集会!!（2021年2月20日）[34]
- 新宿スワン（2015年5月30日、ソニー・ピクチャーズ エンタテインメント）
- 進撃の巨人（東宝）
  - ATTAK ON TITAN(前篇)（2015年8月1日）
  - ATTAK on TITAN エンド オブ ザ ワールド(後篇)（2015年9月19日）
- 劇場版パタリロ！（2019年6月28日、HIGH BROW CINEMA）- タマネギ部隊 役
- ウルトラマントリガー エピソードZ（2022年3月18日、松竹メディア事業部） - イグニス 役

### オリジナルビデオ
- 宇宙戦隊キュウレンジャーVSスペース・スクワッド（2018年、東映ビデオ） - バスコ・タ・ジョロキア 役
- テン・ゴーカイジャー（2022年、東映ビデオ） - 益子田昭郎 役[35]

### テレビアニメ
- ラストピリオド -終わりなき螺旋の物語-（2018年）
- あんさんぶるスターズ!（2019年） - 羽風薫 役[36]
- 新テニスの王子様 U-17 WORLD CUP（2022年） - 君島育斗 役
- 新テニスの王子様 U-17 WORLD CUP SEMIFINAL（2024年） - 君島育斗 役

### OVA
- 新テニスの王子様 OVA vs Genius10 （2014年）- 君島育斗 役

### ゲーム
- あんさんぶるスターズ!（2015年） - 羽風薫 役[37]
  - あんさんぶるスターズ!! Basic / Music（2020年）[38]
- 新テニスの王子様 RisingBeat（2017年） - 君島育斗 役

### PV
- 山崎まさよし「真夜中のBoon Boon」
- Ryo「ラストステージ」
- EMI MARIA「A.S.A.P.〜今すぐに駆けつけて」

### DVD
- Motordrive（2009年3月18日発売）
- FBI捜査官-K 主演DVDドラマ（2009年7月イベント限定発売）
- シークレットガールズ 「ちゃお」付録DVDドラマ - 桜小路麗 役
- 細貝圭×八神蓮「僕たちの地球ロード in U.S.A Seattle」前編・後編（2013年7月26日発売）
- W執事〜お嬢様どちらがお好みですか？〜（2013年5月31日発売） - 葉路 役

### 写真集
- Bean（2009年4月15日発売）
- Avanti（2012年1月20日発売）

### ラジオ
- ラジオ「あんさんぶるスターズ!」〜夜闇の魔物に怯える子猫〜（音泉：2015年4月13日 - 12月14日）

### ラジオCD
- ラジオ「あんさんぶるスターズ! 〜夜闇の魔物に怯える子猫〜」 DJCDコレクション
  - DJCDコレクション Vol.2（2016年4月27日）
  - DJCDコレクション Vol.3（2016年5月25日）

### 玩具
- ウルトラマントリガー DXガッツハイパーキーPremium  ウルトラマントリガーキーセット（2022年8月）
- ウルトラマントリガー DXガッツハイパーキーPremium  闇の3巨人セット（2022年8月）

### その他
- コナミデジタルエンタテインメント・Jubeatポスター（2008年）
- 携帯サイト「ビジュアルボーイ」
- モーションコミック「テンプリズム」
- NHKバラエティ番組 「Shibuya Deep A」（2011年12月17日）
- バラエティ番組「テリー伊藤のタビセツ 台湾編」（2012年）
- ボイスドラマ配信サービス「恋するおやすみコール」
- 猫のひたいほどワイド（2021年4月5日 - 2023年3月27日、テレビ神奈川） - 月曜MC

## ディスコグラフィ

### キャラクターソング
| 発売日         | 商品名                                                             | 歌                                                 | 楽曲                                              | 備考                                                                   |
| 2010年代       | 2010年代                                                           | 2010年代                                           | 2010年代                                          | 2010年代                                                               |
| -------------- | ------------------------------------------------------------------ | -------------------------------------------------- | ------------------------------------------------- | ---------------------------------------------------------------------- |
| 2015年10月28日 | あんさんぶるスターズ！ ユニットソングCD Vol.1 UNDEAD               | UNDEAD                                             | 「Melody in the Dark」 「ハニーミルクはお好みで」 | ゲーム『あんさんぶるスターズ！』関連曲                                 |
| 2016年9月7日   | TV 新テニスの王子様 THE BEST OF U-17 PLAYERS XIV Ikuto Kimijima    | 君島育斗（細貝圭）                                 | 「夏の色」                                        | OVA『新テニスの王子様』関連曲                                          |
| 2016年9月28日  | あんさんぶるスターズ！ ユニットソングCD 2nd Vol.1 UNDEAD           | UNDEAD                                             | 「DESTRUCTION ROAD」 「Darkness 4」               | ゲーム『あんさんぶるスターズ！』関連曲                                 |
| 2017年10月4日  | あんさんぶるスターズ！ ユニットソングCD 3rd Vol.05 2wink           | 2wink［葵ひなた&葵ゆうた（斉藤壮馬）］ with UNDEAD | 「TRICK with TREAT!!」                            | ゲーム『あんさんぶるスターズ！』関連曲                                 |
| 2017年10月4日  | あんさんぶるスターズ！ ユニットソングCD 3rd Vol.06 UNDEAD          | UNDEAD                                             | 「Gate of the Abyss」 「Break the Prison」        | ゲーム『あんさんぶるスターズ！』関連曲                                 |
| 2018年8月29日  | あんさんぶるスターズ！アルバムシリーズ UNDEAD                      | UNDEAD                                             | 「Valentine Eve's Nightmare」                     | ゲーム『あんさんぶるスターズ！』関連曲                                 |
| 2018年8月29日  | あんさんぶるスターズ！アルバムシリーズ UNDEAD                      | 羽風薫（細貝圭）                                   | 「Feather Heartache」                             | ゲーム『あんさんぶるスターズ！』関連曲                                 |
| 2019年8月14日  | Stars' Ensemble!                                                   | 夢ノ咲ドリームスターズ                             | 「Stars' Ensemble!」                              | テレビアニメ『あんさんぶるスターズ！』オープニングテーマ               |
| 2019年8月28日  | あんさんぶるスターズ！ EDテーマ集 vol.1                            | UNDEAD                                             | 「IMMORAL WORLD」                                 | テレビアニメ『あんさんぶるスターズ！』エンディングテーマ               |
| 2020年代       |                                                                    |                                                    |                                                   |                                                                        |
| 2020年1月6日   | TENIPURI MUSIC ON THE RADIO!                                       | 君島育斗（細貝圭）                                 | 「キミとParty Night」                             | ラジオ『新テニスの王子様 オン・ザ・レイディオ』1月度オープニングテーマ |
| 2020年8月26日  | BRAND NEW STARS!!                                                  | ESオールスターズ                                   | 「BRAND NEW STARS!!」                             | ゲーム『あんさんぶるスターズ!!』主題歌                                 |
| 2020年8月26日  | BRAND NEW STARS!!                                                  | ESオールスターズ                                   | 「Walk with your smile」                          | ゲーム『あんさんぶるスターズ!!』関連曲                                 |
| 2021年1月27日  | あんさんぶるスターズ!! シャッフルユニットソングコレクション vol.01 | √AtoZ                                              | 「デートプランA to Z」                            | ゲーム『あんさんぶるスターズ!!』関連曲                                 |
| 2021年2月24日  | あんさんぶるスターズ!! ESアイドルソング season1 UNDEAD             | UNDEAD                                             | 「Nightless World」 「BRAND NEW STARS!!」         | ゲーム『あんさんぶるスターズ!!』関連曲                                 |
| 2021年6月23日  | FUSIONIC STARS!!                                                   | ESオールスターズ                                   | 「FUSIONIC STARS!!」                              | ゲーム『あんさんぶるスターズ!!』関連曲                                 |
| 2021年11月3日  | ウルトラマントリガー キャラクターソングミニアルバム                | イグニス（細貝圭）                                 | 「Hunt In The DARK」                              | 特撮テレビドラマ『ウルトラマントリガー NEW GENERATION TIGA』関連曲     |
| 2021年12月9日  | あんさんぶるスターズ!! FUSION UNIT SERIES 05 UNDEAD × 紅月         | UNDEAD、紅月                                       | 「PERFECTLY-IMPERFECT」                           | ゲーム『あんさんぶるスターズ!!』関連曲                                 |
| 2021年12月9日  | あんさんぶるスターズ!! FUSION UNIT SERIES 05 UNDEAD × 紅月         | UNDEAD                                             | 「FUSIONIC STARS!!」                              | ゲーム『あんさんぶるスターズ!!』関連曲                                 |
| 2022年1月19日  | あんさんぶるスターズ!! ESアイドルソング season2 UNDEAD             | UNDEAD                                             | 「FORBIDDEN RAIN」 「Savage Love Affair」         | ゲーム『あんさんぶるスターズ!!』関連曲                                 |
| 2024年6月26日  | Stars' Ensemble!                                                   | 夢ノ咲ドリームスターズ                             | 「Stars' Ensemble!」                              | ゲーム『あんさんぶるスターズ!!』関連曲                                 |
| 2024年6月26日  | BRAND NEW STARS!!                                                  | ESオールスターズ                                   | 「BRAND NEW STARS!!」 「Walk with your smile」    | ゲーム『あんさんぶるスターズ!!』関連曲                                 |
| 2024年6月26日  | あんさんぶるスターズ!! シャッフルユニットソングコレクション vol.01 | √AtoZ                                              | 「デートプランA to Z」                            | ゲーム『あんさんぶるスターズ!!』関連曲                                 |
| 2024年6月26日  | FUSIONIC STARS!!                                                   | ESオールスターズ                                   | 「FUSIONIC STARS!!」                              | ゲーム『あんさんぶるスターズ!!』関連曲                                 |